# Yu Lele
Yu Lele –en chino, 于乐乐– (22 de marzo de 1989) es una deportista china que compitió en natación sincronizada. Ganó tres medallas en el Campeonato Mundial de Natación, en los años 2011 y 2017.

## Palmarés internacional
| Campeonato Mundial | Campeonato Mundial | Campeonato Mundial | Campeonato Mundial |
| Año                | Lugar              | Medalla            | Prueba             |
| ------------------ | ------------------ | ------------------ | ------------------ |
| 2011               | Shanghái (China)   | Medalla de plata   | Combinación libre  |
| 2017               | Budapest (Hungría) | Medalla de oro     | Combinación libre  |
| 2017               | Budapest (Hungría) | Medalla de plata   | Equipo libre       |